# Ada (moneda digital)
Ada es la criptomoneda creada y utilizada por la plataforma de cadena de bloques Cardano. Es la empleada para recompensar a los nodos y la utilizada en los contratos inteligentes creados por esta plataforma.
Ada comenzó su emisión en 2015, cuando Charles Hoskinson ultimó la programación de la primera de las cuatro fases en las que plantea desarrollar su plataforma Cardano. El desarrollo del proyecto está supervisado por la Fundación Cardano, con sede en Zug (Suiza). Es una de las criptomonedas que utiliza una blockchain de prueba de participación, que se considera una alternativa más ecológica a los protocolos de prueba de trabajo.

## Historia
La criptomoneda comenzó su desarrollo en 2015 y fue lanzada en 2017 por Charles Hoskinson, cofundador de Ethereum y BitShares. Según Hoskinson, abandonó Ethereum después de una discusión sobre mantener Ethereum sin fines de lucro. Después de su partida, cofundó IOHK, una empresa de ingeniería blockchain, cuya actividad principal es el desarrollo de Cardano, junto con la Fundación Cardano y Emurgo. La criptomoneda en honor a Ada Lovelace la primera o una de las primeras programadoras del mundo.
La moneda debutó se compraron las hadas existentes por un valor total de 600 millones de dólares estadounidenses (USD), siendo esta su capitalización de mercado inicial. A fines de 2017, tenía una capitalización de mercado de 10 mil millones USD y alcanzó brevemente un valor de 33 mil millones en 2018, antes de que un ajuste general en el mercado de cifrado redujera su valor a 10 mil millones. A mediados del año 2021, su capitalización ascendió a 39,8 mil millones USD.

## Orígenes y fundación (2015-2017)
2015: Charles Hoskinson (cofundador de Ethereum) y Jeremy Wood fundan Input Output Hong Kong (IOHK), una empresa de ingeniería blockchain enfocada en desarrollar Cardano.
2017 
- Se lanza oficialmente la blockchain de Cardano (nombre inspirado en Gerolamo Cardano, un matemático renacentista).
- El token ADA (nombrado en honor a Ada Lovelace, pionera de la programación) sale al mercado en octubre mediante una ICO que recaudó más de $60 millones.
- Comienza la era Byron, fase inicial con soporte básico para transacciones ADA.

## Fases de Desarrollo
Roadmap Basado en Investigación
Cardano se desarrolla en 5 fases (nombradas en honor a poetas y escritores), cada una con un enfoque específico:
1. Byron (2017-2020):  
- Versión inicial con billetera Daedalus y soporte para ADA.
- Se centra en la descentralización gradual.
2. Shelley (2020):  
- Introducción de staking delegado y nodos comunitarios.
- La red pasa a ser 50-100 veces más descentralizada que Bitcoin.
3. Goguen (2021):  
- Implementación de smart contracts (setiembre 2021 con el hard fork Alonzo).
- Permite DApps, DeFi y NFTs en Cardano.
4. Basho (2022-2023):  
- Mejoras de escalabilidad (ejemplo: Hydra, capas L2 para miles de transacciones por segundo).
- Optimización de la interoperabilidad entre blockchains.
5. Voltaire (2024-en adelante):  
- Enfoque en gobernanza descentralizada (los holders de ADA votan decisiones).
- Autosostenibilidad financiera del ecosistema.

## Hitos importantes
2021
- Lanzamiento de Plutus (lenguaje para smart contracts).  
- ADA alcanza su ATH (~$3.10) durante el bull run de las criptomonedas.  
2022-2023
- Integración con África (proyectos de identidad digital en Etiopía y alianzas con gobiernos).  
- Criticas por lentitud en adopción de DeFi vs. Ethereum y Solana.  
2024 
- Avances en Hydra y nuevas DApps.  
- Preparativos para la era Voltaire.

## Filosofía y diferencias Clave
- "First peer-reviewed blockchain": Cardano se basa en papers académicos antes de implementar cambios.  
- Enfoque en mercados emergentes: Alianzas en África y Asia para inclusión financiera.  
- Competencia con Ethereum: Menos fees, más ecológico (PoS desde el inicio), pero menos adopción en DeFi.

## Futuro de Cardano
- Mayor escalabilidad con Hydra.  
- Expansión de aplicaciones reales (ej: salud, educación, votaciones).  
- Enfrentar la competencia de Ethereum 2.0, Solana y Polkadot.
Ada Cardano es una plataforma de blockchain de tercera generación y una criptomoneda (ADA) diseñada para ser más escalable, sostenible y eficiente que sus predecesoras, como Bitcoin y Ethereum. Fue fundada por Charles Hoskinson, uno de los cofundadores de Ethereum, y desarrollada por Input Output Hong Kong (IOHK).

## Características principales de Cardano (ADA)
1. Enfoque científico – Cardano se basa en investigación académica revisada por pares y utiliza el lenguaje de programación Haskell para mayor seguridad.
2. Prueba de Participación (PoS) – Utiliza el protocolo Ouroboros, que consume menos energía que la Prueba de Trabajo (PoW) de Bitcoin.
3. Escalabilidad – Busca resolver problemas de congestión y altas tarifas mediante soluciones como Hydra (capas de escalamiento).
4. Gobernanza descentralizada – Los poseedores de ADA pueden votar en decisiones de la red.
5. Smart Contracts – Permite la creación de aplicaciones descentralizadas (DApps) y contratos inteligentes, similar a Ethereum.

## Usabilidad
- Transacciones rápidas y baratas (comparado con Bitcoin/ETH).
- Staking: Los usuarios pueden "delegar" sus ADA para ganar recompensas en validadores o pools best pool cardano.
- Ecosistema DeFi: Préstamos, intercambios descentralizados (DEX) y NFTs.
- Uso en gobiernos y empresas: Cardano busca aplicaciones en identidad digital y sistemas de votación.
Diferencias clave con Ethereum
- Cardano usa PoS desde su inicio (Ethereum migró a PoS con ETH 2.0).
- Desarrollo más gradual y basado en peer-review (Ethereum prioriza la innovación rápida).

ADA es el token nativo de Cardano, una blockchain que busca ser una alternativa más eficiente y sostenible a Ethereum, con fuerte enfoque en seguridad y descentralización.